# Aporosa vagans
Aporosa vagans är en emblikaväxtart som beskrevs av Anne M. Schot. Aporosa vagans ingår i släktet Aporosa och familjen emblikaväxter. Inga underarter finns listade i Catalogue of Life.